# 987
El 987 (CMLXXXVII) fou un any comú començat en dissabte del calendari julià.

## Esdeveniments
- Hug Capet, comte de París, és coronat rei de França.

## Necrològiques
- 21 de maig: Lluís V de França, rei de França.